# Si Suriyawongse
Somdet Chao Phraya Borom Maha Si Suriyawongse (tiếng Thái: สมเด็จเจ้าพระยาบรมมหาศรีสุริยวงศ์วงศ์, 23 tháng 12 năm 1808 - 19 tháng 1 năm 1883), cá nhân tên Chuang Bunnag (ช่วง บุนนาค), là một nhân vật nổi tiếng trong thế kỷ 19 ở Thái Lan và phục vụ như nhiếp chính trong những năm đầu của triều đại của Vua Chulalongkorn (Rama V).
Ông một thành viên của một gia tộc có nguồn gốc từ Ba Tư, có tên gọi là Si (hoặc Sri) Suriyawongse. Ông là con trai cả của vị đại quan Tish Bunnag (Prayurawongse, สมเด็จเจ้าพระยา บรม มหา ประยูร วงศ์) và bà Than Phuying Chan. Chuang đã được giáo dục tốt vào thời đó. Vua Mongkut (Rama IV) đã bổ nhiệm ông Samuha Kalahom (tiếng Thái: สมุหกลาโหม - Bộ trưởng Bộ Quốc phòng, tương đương với chức Thừa tướng ở Xiêm), một trong hai chức quan lớn nhất của Xiêm.
Si Suriyawongse, là một trong những nhân vật quan trọng nhất trong triều đình Mongkut. Khi ông là người ủng hộ chính để Hoàng tử Mongkut lên ngôi, ông cuối cùng đã được bổ nhiệm chức thừa tướng, Samuha Kralahome, hoặc người lãnh đạo của bộ phận lực lượng vũ trang (bộ Quốc phòng). Ông nổi tiếng là một quan chức thân Anh, ví như một "thế hệ mới" của các quan chức của triều đình. Ông đã quan tâm đến học tập phương Tây trong các lĩnh vực khác nhau như khoa học, kỹ thuật và xây dựng tàu hơi nước, Ông đã có một mối quan hệ rất gần gũi với hoàng tử Mongkut, tức vua Rama IV trong tương lai, hỗ trợ ông để chào đón ảnh hưởng của Anh, học tập phương Tây. Ông cũng là nhân vật chủ chốt trong việc thúc đẩy các mối quan hệ Xiêm-Anh, mà đỉnh cao trong Hiệp ước Bowring vào năm 1855, tạo điều kiện thuận lợi cho quan hệ kinh tế với Anh.
Sau cái chết của Vua Mongkut năm 1868, hoàng tử trẻ, con trai Mongkut là Chulalongkorn trở thành vua mới. Tuy nhiên, do vua con nhỏ, Si Suriyawongse được đưa tên là nhiếp chính vương, một chức vụ ông nắm giữ cho đến năm 1873.
Ông qua đời vào năm 1883 tại Ratchaburi. Suriyawongse là người Thái Lan đầu tiên có đơn bảo hiểm nhân thọ, sau khi Vua Rama V cấp phép cho các công ty nước ngoài được mở rộng kinh doanh bảo hiểm ở Xiêm.
Con trai của ông Won Bunnag đã kế tục ông làm Samuha Kalahom và cũng đã nắm giữ danh hiệu Chao Phraya Surawongse.

## Danh hiệu Hoàng gia
- Hiệp sĩ Huy chương Chín viên ngọc - B.E. 2412 (TCN 1869–70)
- Đại Hiệp sĩ (Hạng nhất) của Huy chương Chula Chom Klao - B.E. 2416 (TCN 1873–74)
- Đại Hiệp sĩ (Hạng nhất) của Huy chương Voi trắng - khoảng B.E. 2412-16 (TCN 1869–1974)
- Đại Hiệp sĩ (Hạng nhất) của Huy chương Vương miện Thái Lan - B.E. 2419 (TCN 1876–77)